# Haageocereus albispinus
Haageocereus albispinus ist eine Pflanzenart in der Gattung Haageocereus aus der Familie der Kakteengewächse (Cactaceae). Das Artepitheton albispinus bedeutet ‚weißstachelig‘.

## Beschreibung
Haageocereus albispinus wächst säulenförmig mit drei bis zehn von der Basis her verzweigten Trieben und erreicht Wuchshöhen von bis zu 2 Meter. Die schlanken dunkelgrünen, dicht von Dornen und Haaren bedeckten Triebe weisen Durchmesser von bis zu 6 Zentimeter auf. Es sind 25 bis 26 niedrige Rippen vorhanden. Den 6 bis 7 Millimeter auseinander stehenden, weiß befilzten Areolen entspringen 35 bis 40 weiße, verdrehte Haare von bis zu 1 Zentimeter Länge. Der gelegentlich vorhandene einzelne Mitteldorn, meist fehlt er, ist stechend nadelig und bis zu 1,5 Zentimeter lang. Die etwa 25 anfangs hellgelben Randdornen werden später silberweiß und besitzen eine Länge von bis zu 1,3 Zentimeter.
Die schmal trichterförmigen, grünlich weißen bis grünen Blüten erreichen Durchmesser von bis zu  4,5 Zentimeter. Die ellipsoiden, rosafarbenen Früchte weisen einen Durchmesser von bis zu 3,5 Zentimeter auf und sind mit langen weißen Haaren besetzt.

## Verbreitung und Systematik
Haageocereus albispinus ist in Peru in der Region Lima im Tal des Río Santa Eulalia verbreitet.
Die Erstbeschreibung als Peruvocereus albispinus erfolgte 1948 durch John Frank Akers. Curt Backeberg stellte die Art 1958 in die Gattung Haageocereus. Ein nomenklatorisches Synonym ist Haageocereus chosicensis var. albispinus (Akers) Backeb..

## Nachweise